# Zombrus maculipennis
Zombrus maculipennis är en stekelart som först beskrevs av Brulle 1846.  Zombrus maculipennis ingår i släktet Zombrus och familjen bracksteklar. Inga underarter finns listade i Catalogue of Life.